# سابين سن
سابين سن (بالفرنسية: Sabine Sun)‏ هي ممثلة فرنسية، ولدت في 15 أبريل 1940 في فرنسا.

## وصلات خارجية
- سابين سن على موقع IMDb (الإنجليزية)
- سابين سن على موقع ألو سيني (الفرنسية)
- سابين سن على موقع أول موفي (الإنجليزية)
- سابين سن على موقع قاعدة بيانات الأفلام السويدية (السويدية)
- سابين سن على موقع قاعدة بيانات الفيلم (الإنجليزية)
- سابين سن على موقع كينوبويسك (الروسية)